# Walter Lindner (Politiker)
Walter Lindner (* 1897; † 1975) war ein deutscher Politiker (DNVP, CDU) und Landtagsabgeordneter in Sachsen. Er flüchtete 1950 aus der DDR.

## Leben und Wirken
Der kaufmännische Angestellte gehörte vor 1933 der Deutschnationalen Volkspartei an, die sich im Juni 1933 selbst auflöste. Nach 1933 ging der zur Bekennenden Kirche gehörende Lindner illegalen Aktivitäten nach.
Nach dem Zweiten Weltkrieg gehörte Lindner 1945 zu den Mitbegründern der Christlich-Demokratischen Union Deutschlands in Dresden und Sachsen. Er war 1945 Schriftführer des Kreisverbands im Kreis Dresden-Land und von Ende 1945 bis Juni 1950 Beisitzer sowie bis Juni 1948 stellvertretender Schriftführer des Landesvorstands der CDU Sachsen. Lindner übernahm ab September 1946 den Fraktionsvorsitz in der Stadtverordnetenversammlung Radebeul.
Vom 1. April 1949 bis zum 30. Juli 1950 gehörte er als Nachrücker für Aloys Fasel nach dessen Mandatsniederlegung dem Sächsischen Landtag an. Er flüchtete im Mai 1950 in die Bundesrepublik Deutschland und ging seiner Mandate und Ämter verlustig. Lindner wurde am 15. August 1950 durch Werner Frauenstein ersetzt.